# Línea 505 (Zárate)
La línea 505 es una línea de colectivos del Partido de Zárate, cuyo servicio es prestado por Zárate Transporte SAPEM. Este transporte cuenta con SUBE.

## Recorridos
- Calle 6 esq. López y Planes - España y Lintridis
- Calle 6 esq. López y Planes - Félix Pagola y Rodríguez Peña
- Ascasubi y Pellegrini - Costanera

## Operadores anteriores
- Cooperativa 11 de Mayo,[2] hasta el 11 de abril de 2012
- Cooperativa 3 de Julio,[3] del 12 de abril de 2012 hasta el 5 de marzo de 2019[4]